# 塚原優子
塚原 優子（つかはら ゆうこ、1976年8月7日 - ）は、愛知県出身の元女子バスケットボール選手である。ポジションはC。

## 来歴
味岡小でバスケを始め、味岡中を経て、星城高に進学。
卒業後はデンソーに入団。
全日本にも選ばれ、バンコクアジア大会で金メダルを獲得。
2001年、引退。

## 経歴
- 星城高 - デンソー（1995年〜2001年）

## 日本代表歴
- バンコクアジア大会